# Dirk Proper
Dirk Proper, né le 24 février 2002 à Elst aux Pays-Bas, est un footballeur néerlandais, qui évolue au poste de milieu offensif au NEC Nimègue.

## Biographie

### NEC Nimègue
Né à Elst aux Pays-Bas, Dirk Proper commence le football dans le club amateur du SV Spero avant de rejoindre à l'âge de neuf ans le centre de formation du NEC Nimègue, où il est rapidement considéré comme le plus grand talent du club. Il fait ses débuts en professionnel alors que le club évolue en deuxième division néerlandaise, le 13 décembre 2019 face à Almere City. Il entre en jeu lors de cette rencontre perdue par son équipe sur le score de trois buts à deux. Il est petit à petit intégré à l'équipe première au cours de cette saison 2019-2020, et son entraîneur François Gesthuizen le fait jouer dans un rôle de n°10, où Proper se montre convaincant.
Proper joue son premier match en Eredivisie, la première division néerlandaise, le 14 août 2021, contre l'Ajax Amsterdam, lors de la première journée de la saison 2021-2022. Il est titularisé et son équipe s'incline par cinq buts à zéro.

### En équipe nationale
Avec les moins de 17 ans, il participe au championnat d'Europe des moins de 17 ans en 2019. Il est joue trois matchs dans cette compétition, dont la finale remportée par son équipe face à l'Italie, où il entre en jeu à la place de Mohamed Taabouni. Il participe ensuite à la coupe du monde des moins de 17 ans en 2019. Il joue deux matchs lors de cette compétition et son équipe s'incline en demi-finale contre le Mexique après une séance de tirs au but.
Dirk Proper joue son premier match avec l'équipe des Pays-Bas espoirs le 27 mars 2023, contre la Tchéquie. Il est titularisé, et les deux équipes se neutralisent (1-1 score final). Il marque son premier but dès son deuxième match avec les espoirs, le 8 septembre 2023 contre la Moldavie. Titulaire, il ouvre le score et participe à la victoire de son équipe par trois buts à zéro.

## Palmarès

### En sélection
Pays-Bas -17 ans
- Vainqueur du championnat d'Europe des moins de 17 ans
  - 2019.